# هان گا این
این یک نام کره‌ای است؛ نام خانوادگی کیم است.  بر روی صحنه یا به صورت مستعار با  نام خانوادگی هان شناخته‌ می‌شود.
کیم هیون جو (کره‌ای: 김현주؛ زادهٔ ۲ فوریه ۱۹۸۲), که بیشتر با نام هنری هان گا این (کره‌ای: 한가인) شناخته می‌شود، بازیگر اهل کره جنوبی است. او در اوایل کار خود در مجموعه‌های تلویزیونی دستمال زرد (۲۰۰۳) و شرایط عشق (۲۰۰۴) بازی کرد و به یک مدل محبوب در تبلیغات تبدیل شد. سریال تاریخی افسانه خورشید و ماه (۲۰۱۲) او بسیار موفقیت‌آمیز بود که در صدر جدول رتبه‌بندی تلویزیون قرار گرفت، و فیلم او معماری ۱۰۱ به یک فیلم موفق در گیشه تبدیل شد.

## حرفه
در سال ۲۰۰۲ کار خود را در شرکت تجاری بازرگانی آسیانا ایرلانز (Asiana Airlines) آغاز کرد و در درام شکارچی آفتاب شبکهٔ KBS2 بازی کرد. جوایز درام KBS در سال ۲۰۰۳ و ۲۰۰۴ به هان گا این تعلق گرفت برای بهترین بازیگر زن سریال‌های دستمال زرد و شرایط مهرورزی (Terms of Endearment).
در پی آن، هان به یکی از مهم‌ترین چهره‌های تجاری بازرگانی تلویزیون تبدیل شد. اما با وجود موفقیت اولیه، او تلاش می‌کرد یک بازیگر باشد و تصویرش صرفاً به عنوان یک چهرهٔ زیبا در تبلیغات نباشد؛ ولی زیاد موفق نبود.
پس از اتمام سریال جادوگر یو هی (Witch Yoo Hee) در سال ۲۰۰۷، هان علناً از کارگردان و نویسندگان برای کیفیت پایین درام انتقاد کرد. پس از آن در یک وقفهٔ ۳ ساله رفت و فقط در تبلیغات بازی می‌کرد.
هان در سال ۲۰۱۰ با سریال پسر بد به بازیگری در تلویزیون بازگشت.

### سریال افسانه خورشید و ماه
در سریال ماه و خورشید، که نقش قهرمان زن سریال را ایفا می‌کرد و زن نجیب‌زاده‌ای بود که در نهایت به عنوان ملکه با پادشاه ازدواج می‌کند، با استقبال زیاد و مخاطبان ۴۰ درصدی پایان یافت. در این سریال او در کنار بازیگرانی چون کیم سو هیون، جانگ ایل وو و کیم مین سو در نقش وول که معشوقهٔ شاهزاده لی هون است به بازی پرداخت.

### فعالیت تجاری
هان از سال ۲۰۰۹ تا ۲۰۱۱ در شرکت سرگرمی جی وان پلاس همکاری می‌کرد و با اتمام قراردادش در آنجا، از دسامبر ۲۰۱۲ در آژانس سرگرمی BH قرارداد دارد و تا کنون نیز همان‌جا همکاری می‌کند.

## زندگی شخصی
هان در ۲۶ آوریل ۲۰۰۵ با بازیگر یون جونگ هون ازدواج کرد. آنها برای اولین بار در سال ۲۰۰۳ در سریال تلویزیونی «دستمال زرد» به عنوان همبازی یکدیگر را ملاقات کردند. عروسی آنها به دلیل نادر بودن ازدواج بازیگران زن در اوایل دهه بیست و در اوج زندگی حرفه‌ای خود، توجه رسانه‌ها را به خود جلب کرد. هان در سال ۲۰۱۴ سقط جنین داشت. و بعداً در ۱۳ آوریل ۲۰۱۶ یک دختر به دنیا آورد. او در ۱۳ مه ۲۰۱۹، یک پسر به دنیا آورد.

## فیلم‌شناسی

### فیلم
| سال  | عنوان                    | نقش         |
| ---- | ------------------------ | ----------- |
| ۲۰۰۴ | روزی روزگاری در دبیرستان | اون جو      |
| ۲۰۱۲ | معماری ۱۰۱               | یانگ سو یون |

### مجموعه تلویزیونی
| سال  | عنوان               | نقش             |
| ---- | ------------------- | --------------- |
| ۲۰۰۲ | شکار آفتاب          | جو یونگ         |
| ۲۰۰۳ | دستمال جیبی زرد     | جون سون جو      |
| ۲۰۰۴ | شرایط عشق           | کانگ اون پا     |
| ۲۰۰۵ | کارمند جدید         | لی می اوک       |
| ۲۰۰۶ | دکتر کانگ           | کیم یو نا       |
| ۲۰۰۷ | یوهی افسونگر        | ما یو هی        |
| ۲۰۱۰ | پسر بد              | مون جه این      |
| ۲۰۱۲ | افسانه خورشید و ماه | هو یون وو / وول |
| ۲۰۱۸ | معشوقه              | جانگ سه یون     |